# Dapsilarthra gahani
Dapsilarthra gahani är en stekelart som först beskrevs av Baume-pluvinel 1915.  Dapsilarthra gahani ingår i släktet Dapsilarthra och familjen bracksteklar. Inga underarter finns listade i Catalogue of Life.